# General Motor Car
Die General Motor Car Co. Ltd. war ein britischer Automobilhersteller in London. 1902–1905 wurden dort Wagen unterschiedlichster Größe gebaut.
1902 wurden zwei Modelle, ein Kleinwagen namens Doctor’s Coupe mit 6 ½ hp (ca. 0,8 l Hubraum) und ein Rennwagen mit 40 hp (ca. 7,0 l Hubraum) angeboten. Keines der Modelle verkaufte sich besonders gut. Im letzten Produktionsjahr 1905 erschienen (zumindest auf dem Papier) etliche neue Modelle unterschiedlichster Bauart, von denen aber zum Bedauern der Firmenleitung keines vom Markt angenommen wurde.
Somit musste die Firma noch 1905 ihre Tore endgültig schließen.

## Quelle
- David Culshaw & Peter Horrobin: The Complete Catalogue of British Cars 1895–1975. Veloce Publishing plc. Dorchester (1999).  ISBN 1-874105-93-6